# Абидова, Мухаббат Фазыловна
Мухаббат Фазыловна Абидова (узб. Muhabbat Fozilovna Abidova; 10 октября 1931 — 17 августа 2020) — учёный в области химических технологий, академик АН Узбекистана.

## Биография
Родилась 10 октября 1931 года в Ташкенте.
Окончила Среднеазиатский политехнический институт (1954) и аспирантуру Института химии Академии наук Узбекской ССР (1957). В 1958 г. защитила кандидатскую диссертацию на тему «Исследование реакций восстановления некоторых карбонильных соединений на скелетных цинковом и цинк-медном катализаторах».
Трудовая деятельность:
- младший научный сотрудник, старший научный сотрудник Института химии,
- старший научный сотрудник Института химии и физики полимеров АН Узбекистана,
- старший научный сотрудник Среднеазиатского института использования топлива,
- руководитель сектора, зав. лабораторией Среднеазиатского научно-исследовательского института нефтеперерабатывающей промышленности,
- зав. лабораторией Узбекского химико-фармацевтического НИИ.

Доктор химических наук (1975). Тема докторской диссертации «Подбор и исследование катализаторов одноступенчатого гидрокрекинга тяжелых нефтяных фракций».
Автор научных разработок в области катализаторов и химических процессов, применяемых в промышленности.
Академик АН Узбекистана (19.05.2000).
Награждена орденом «Мехнат шухрати».